# Out of the Silent Planet (album)
Albums de King's X
Gretchen Goes to Nebraska
(1989)
Out of the Silent Planet est le premier album studio du groupe de hard-rock King's X. Il est sorti le 22 mars 1988 sur le label Megaforce Records. Out of the Silent Planet a été produit par Sam Taylor et King's X.

## Présentation
Out of the Silent Planet  a été enregistré en 1988 aux Ramparts Studios de Houston au Texas. Il a atteint la 144ème place du Billboard 200 aux Etats-Unis.
Les harmonies vocales présentes dans cet album inspirées de celles des Beatles, associées à la voix typée gospel du chanteur bassiste Doug Pinnick, sont combinées avec de gros sons de guitares et constituent l'identité sonore de King's X.  
Le titre de l'album est une référence au roman du même nom, de l'écrivain britannique C.S. Lewis.

## Liste des titres
Tous les titres ont été composés et interprétés par les membres du groupe.
1. In the New Age - 5:23
2. Goldilox - 4:41
3. Power of Love - 4:57
4. Wonder - 4:13
5. Sometimes - 3:40
6. King - 3:01
7. What is This ? - 3:48
8. Far, Far Away - 4:14
9. Shot of Love - 3:15
10. Visions - 5:11

## Musiciens
Doug Pinnick : chant, basse
Ty Tabor : guitare, chant
Jerry Gaskill : batterie, percussions, chant 

## Crédits
Steves Ames : ingénieur du son
Sam Taylor : producteur
Marsha Zazula :  productrice

## Charts
| Pays        | Durée du classement | Meilleur classement |
| ----------- | ------------------- | ------------------- |
| Etats- Unis | 11 semaines         | 144ème place        |